# Guatlla de Nova Zelanda
La guatlla de Nova Zelanda (Coturnix novaezelandiae) és una espècie d'ocell de la família dels fasiànids (Phasianidae), actualment extinta, que habitava a Nova Zelanda fins al segle xix.